# Alexandra Iljinitschna Baranzewa
Alexandra Iljinitschna Baranzewa (russisch Александра Ильинична Баранцева, wiss. Transliteration Aleksandra Il'inična Baranceva; * 22. Dezember 2001 in Kirow) ist eine russische Skispringerin.

## Werdegang
Alexandra Baranzewa startete am 3. und 4. September 2016 in Einsiedeln zum ersten Mal im FIS Cup, wo sie die Plätze fünfzehn und sechs belegte. Daraufhin nahm sie an zwei weiteren Wettbewerben im FIS Cup teil. Am 16. und 17. Dezember 2016 stand Baranzewa im Rahmen von zwei Wettbewerben in Râșnov kurz vor ihrem Debüt im Continental Cup, jedoch ging sie in beiden Wettbewerben nicht an den Start. Daraufhin startete sie im Februar 2017 beim Europäischen Olympischen Winter-Jugendfestival 2017 im türkischen Erzurum und belegte hier im Einzelwettbewerb den sechsten Platz. Baranzewas Debüt im Continental Cup erfolgte schließlich am 18. und 19. August 2017 in Oberwiesenthal, wo sie die Plätze 13 und 14 erreichte. Bei ihrer nächsten Teilnahme an einem Wettbewerb des Continental Cups knapp einen Monat später in Trondheim belegte sie mit einem zweiten Platz zum ersten Mal eine Podestplatzierung. Am 9. und 10. September 2017 startete Baranzewa in Tschaikowski zum ersten Mal im Sommer-Grand-Prix.
Bei ihrem ersten Weltcupstart am 1. Dezember 2017 im norwegischen Lillehammer erreichte sie als 29. auf Anhieb die Punkteränge. Gut zwei Wochen später gewann sie auf dem Tveitanbakken in Notodden ihr erstes Continental-Cup-Springen. Ihr bisher bestes Weltcupergebnis erreichte sie als 16. am 28. Januar 2018 auf der Logarska dolina im slowenischen Ljubno. Anschließend belegte sie bei den Nordischen Junioren-Skiweltmeisterschaften 2018 im schweizerischen Kandersteg Platz 14 im Einzel und Platz sechs mit der Mixed-Mannschaft. Auch 2019 wurde sie für die Junioren-Weltmeisterschaften, die diesmal im finnischen Lahti stattfanden, nominiert. Diesmal konnte sie mit der russischen Mannschaft, zu der auch Marija Jakowlewa, Lidija Jakowlewa und Anna Schpynjowa gehörten, den Weltmeistertitel holen, während sie im Einzelwettbewerb Achte wurde.

## Erfolge

### Continental-Cup-Siege im Einzel
| Nr. | Datum             | Ort      | Typ           |
| --- | ----------------- | -------- | ------------- |
| 1.  | 16. Dezember 2017 | Notodden | Normalschanze |

## Statistik

### Weltcup-Platzierungen
| Saison  | Platz | Punkte |
| ------- | ----- | ------ |
| 2017/18 | 36.   | 040    |
| 2018/19 | 56.   | 002    |

### Grand-Prix-Platzierungen
| Saison | Platz | Punkte |
| ------ | ----- | ------ |
| 2017   | 37.   | 12     |
| 2018   | 22.   | 49     |

### Continental-Cup-Platzierungen
| Saison  | Sommer | Sommer | Winter | Winter | Gesamt | Gesamt |
| Saison  | Platz  | Punkte | Platz  | Punkte | Platz  | Punkte |
| ------- | ------ | ------ | ------ | ------ | ------ | ------ |
| 2017/18 | 006.   | 147    | 03.    | 382    | 02.    | 529    |
| 2018/19 | –      | –      | 25.    | 052    | 33.    | 052    |
| 2019/20 | 21.    | 074    | 46.    | 015    | 35.    | 089    |
| 2020/21 | –      | –      | –      | –      | 05.    | 085    |
| 2021/22 | –      | –      | –      | –      | 39.    | 096    |